# Журчалка Кожевникова
Журчалка Кожевникова (лат. Chrysotoxum kozhevnikovi) — редкий вид мух-журчалок (Syrphidae) из рода Chrysotoxum. Включён в Красную книгу Узбекистана.

## Распространение
Казахстан, Киргизия, Таджикистан, Узбекистан.
Места нахождения в Узбекистане: Чимган, Чаткальский заповедник (Чаткальский хребет), Акташ (хребет Каржантау), Хаят (хребет Нуратау)

## Описание
Мелкие мухи-журчалки с ярким телом с жёлтыми и чёрными полосами на брюшке (внешне сходные с мелкими осами).
Усики длинные, обычно длиннее головы; флагелломер значительно длиннее своей ширины. Брюшко сильно выпуклое сверху, отчётливо окаймлённое, обычно с выступающими задними углами тергитов.
Населяет горные долины с пойменными широколиственными лесами и луго-степными склонами на высотах 1500—2000 м н.у.м. 
Лёт имаго отмечается с мая по сентябрь. Взрослые мухи питаются на цветках зонтичных растениях (Apiaceae), а также на представителях семейства губоцветные (Lamiaceae). Личинки-ксилофаги питаются вытекающим соком деревьев. 
Ранее вид был обычен, но за последние десятилетия его численность резко сократилась. Лимитирующие факторы: вырубка древесно-кустарниковой растительности, чрезмерный сенокос.